# 2015년 북대서양 허리케인
2015년 북대서양 허리케인(2015 Atlantic hurricane season)은 2015년에 북대서양에서 발생한 허리케인들을 기록한 문서이다. 북대서양 허리케인은 주로 6월 1일과 11월 30일 사이에 발생하나, 연중 어느 때나 발생할 수 있다. 5월 8일 열대폭풍 애나의 발생을 시작으로, 한 해 동안 12개의 열대저기압, 11개의 열대폭풍, 4개의 허리케인, 2개의 메이저 허리케인이 발생하였다.

## 활동한 허리케인[1]

### 제1호 열대폭풍 애나
제1호 열대폭풍 애나 (Tropical Storm Ana)는 5월 10일에 미국에 상륙하여, 그곳에 상륙한 열대 저기압 중 가장 빠른 날짜에 상륙한 열대폭풍으로 기록되었다.
애나는 5월 8일 자정 미국 사우스캐롤라이나주 머틀비치 남남동쪽 280 km (150 해리) 부근 해상에서 아열대폭풍으로 지정되었다. 그 이후 24시간 동안 북북서진하며 따뜻한 멕시코 만류를 통과하였다. 표층 순환의 중심 부근에 대류가 모여들면서 5월 9일 오전 6시 머틀비치 남동쪽 215 km (115 해리) 부근 해상에서 풍속 50노트의 열대폭풍으로 발달하였다. 그러나 얼마 되지 않아 멕시코 만류에서 벗어나고 섭씨 20도의 찬 수역에 진입하면서 다시 약화되기 시작하였다. 또 20노트에 육박하는 북풍 시어로 인해 애나는 더욱 빨리 약화되었다. 한편 5월 10일 오전 10시 사우스캐롤라이나주 노스머틀비치 (North Myrtle Beach)에 상륙하였는데, 이는 미국에 상륙한 열대 저기압 중 가장 이른 날짜였다. 상륙 직후 애나는 전향하면서 열대저기압으로 약화되었고, 델마바반도에 진입하기 직전인 5월 12일 자정에 저기압으로 약화되었다. 애나는 5월 13일 자정 전선과 합쳐져 소멸하였다.

### 제6호 허리케인 프레드
사이클론

## 같이 보기
- 2015년 동태평양 허리케인
- 2015년 북인도양 사이클론
- 2015년 태풍